# Kostel Saint-Marcel de la Maison-Blanche
Kostel Saint-Marcel de la Maison-Blanche byl katolický farní kostel v Paříži. Kostel fungoval v letech 1847–1897. Nacházel se v prostoru dnešního domu č. 76 na Avenue d'Italie poblíž rohu s ulicí Rue de Tolbiac.

## Historie
Do roku 1860 patřilo území čtvrti Maison-Blanche k obci Gentilly. Tamní farní kostel sv. Saturnina byl příliš daleko a tak byla postavena kaple u silnice do Fontainebleau. Tu povýšil arcibiskup Denys Affre v roce 1847 na farní kostel zasvěcený svatému Marcelovi.
Během červnových dnů v roce 1848 byl u kostela zavražděn generál Jean Baptiste Fidèle Bréa. Generálova rodina kostel koupila a nechala jej rozšířit. Stavba byla dokončena v roce 1861. Za Pařížské komuny padl návrh na zboření kostela, ale k demolici nedošlo.
Kostel nicméně přestal vyhovovat. V roce 1896 byl otevřen nový kostel Sainte-Anne de la Butte-aux-Cailles. Kostel sv. Marcela byl uzavřen v květnu 1897 a krátce poté proběhla jeho demolice.